# Празерис, Мишел
Ми́шел Ри́шард Ку́нья дус Празе́рис (порт.-браз. Michel Richard Cunha dos Prazeres; род. 25 июля 1981, Белен) — бразильский боец смешанного стиля, представитель лёгкой и полусредней весовых категорий. Выступает на профессиональном уровне начиная с 2000 года, известен по участию в турнирах бойцовской организации UFC.

## Биография
Мишел Празерис родился 25 июля 1981 года в городе Белен штата Пара. Увлёкся единоборствами в возрасте двенадцати лет, находясь под впечатлением Брюса Ли. На протяжении многих лет серьёзно занимался бразильским джиу-джитсу, получил в этой дисциплине чёрный пояс и второй дан.

### Начало профессиональной карьеры
Дебютировал в смешанных единоборствах на профессиональном уровне в октябре 2000 года, победил своего соперника в первом же раунде с помощью удушающего приёма сзади. Одновременно он являлся офицером полиции штата Пара, и его карьера в ММА развивалась сравнительно медленно: довольно редко выходил на бои, дрался преимущественно в местных небольших организациях с не самыми известными бойцами. Тем не менее, из всех поединков неизменно выходил победителем.

### Ultimate Fighting Championship
Имея в послужном списке 16 побед и ни одного поражения, в 2013 году Празерис привлёк к себе внимание крупнейшей бойцовской организации мира Ultimate Fighting Championship и подписал с ней долгосрочный контракт. Дебютировал в октагоне UFC в мае того же года — встретился с соотечественником Паулу Тиагу и по итогам трёх раундов уступил ему единогласным решением судей — это было первое его поражение в профессиональной карьере.
Потерпев поражение, Празерис решил спуститься из полусредней весовой категории в лёгкую — это решение принесло плоды, на турнире в Канаде раздельным решением он одолел Джесси Ронсона.
В марте 2014 года вышел в клетку против россиянина Майрбека Тайсумова, заменив травмировавшегося Глейсона Тибау. Их противостояние так же продлилось всё отведённое время, рефери неоднократно снимал с Тайсумова очки за повторявшиеся нарушения, в итоге судьи с одинаковым счётом 30-25 отдали победу Празерису.
В 2015 году Мишел Празерис провёл два боя, в США единогласным решением уступил Кевину Ли, затем в Мексике раздельным решением выиграл у Вальмира Ласаро.
На 2016 год планировался бой против Тони Мартина, но тот получил травму шеи и был заменён новичком организации Джей Си Коттреллом, которого Празерис легко победил единогласным судейским решением. Позже в том же году состоялся бой против Гилберта Бёрнса — здесь Празерис тоже выглядел лучше и выиграл единогласным решением.
В марте 2017 года с помощью удушающего приёма «север-юг» в первом же раунде заставил сдаться американца Джоша Бёркмана — тем самым заработал бонус за лучшее выступление вечера. Далее ему в соперники дали российского бойца Ислама Махачева, но тот вынужден был отказать от боя из-за травмы — в итоге он встретился с малоизвестным датчанином Мадсом Бурнеллом, недавно подписавшим контракт с организацией, и принудил его к сдаче в третьем раунде удушением «север-юг». При всём при том, бразилец значительно превысил лимит лёгкой весовой категории и был лишён 20 % своего гонорара.
В феврале 2018 года единогласным решением судей выиграл у Десмонда Грина, при этом вновь не сделал вес, показав превышение более чем на два килограмма — за это нарушение его снова лишили 20 % гонорара.

## Статистика в профессиональном ММА
| Боёв 33  | Побед 27 | Поражений 6 |
| -------- | -------- | ----------- |
| Нокаутом | 1        | 0           |
| Сдачей   | 11       | 1           |
| Решением | 15       | 5           |

| Результат | Рекорд | Соперник               | Способ                 | Турнир                                                          | Дата             | Раунд | Время | Место                    | Примечание                                                |
| --------- | ------ | ---------------------- | ---------------------- | --------------------------------------------------------------- | ---------------- | ----- | ----- | ------------------------ | --------------------------------------------------------- |
| Поражение | 27–6   | Ринат Латифов          | Единогласное решение   | ACA 175: Gordeev vs. Damkovskiy                                 | 17 мая 2024      | 3     | 5:00  | Москва, Россия           |                                                           |
| Поражение | 27–5   | Абубакар Вагаев        | Единогласное решение   | ACA 162: Tumenov vs. Palmer                                     | 2 сентября 2023  | 5     | 5:00  | Краснодар, Россия        | Четвертьфинал Гран-при ACA в полусреднем весе 2023 года   |
| Победа    | 27–4   | Стефан Негучич         | Единогласное решение   | Serbian Battle Championship 44                                  | 9 сентября 2022  | 3     | 5:00  | Белград, Сербия          | Завоевал титул чемпиона SBC в полусреднем весе            |
| Поражение | 26-4   | Шавкат Рахмонов        | Сдача (удушение сзади) | UFC Fight Night: Gane vs. Volkov                                | 26 июня 2021     | 2     | 2:10  | Лас-Вегас, США           |                                                           |
| Поражение | 26-3   | Исмаил Наурдиев        | Единогласное решение   | UFC Fight Night: Błachowicz vs. Santos                          | 23 февраля 2019  | 3     | 5:00  | Прага, Чехия             |                                                           |
| Победа    | 26-2   | Бартош Фабиньский      | Сдача (гильотина)      | UFC Fight Night: Magny vs. Ponzinibbio                          | 17 ноября 2018   | 1     | 1:02  | Буэнос-Айрес, Аргентина  |                                                           |
| Победа    | 25-2   | Зак Каммингс           | Раздельное решение     | UFC Fight Night: Maia vs. Usman                                 | 19 мая 2018      | 3     | 5:00  | Сантьяго, Чили           | Бой в полусреднем весе.                                   |
| Победа    | 24-2   | Десмонд Грин           | Единогласное решение   | UFC Fight Night: Machida vs. Anders                             | 3 февраля 2018   | 3     | 5:00  | Белем, Бразилия          | Бой в промежуточном весе 73 кг; Празерис не сделал вес.   |
| Победа    | 23-2   | Мадс Бурнелл           | Сдача (север-юг)       | UFC Fight Night: Volkov vs. Struve                              | 2 сентября 2017  | 3     | 1:26  | Роттердам, Нидерланды    | Бой в промежуточном весе 72,1 кг; Празерис не сделал вес. |
| Победа    | 22-2   | Джош Бёркман           | Сдача (север-юг)       | UFC Fight Night: Belfort vs. Gastelum                           | 11 марта 2017    | 1     | 1:42  | Форталеза, Бразилия      | Выступление вечера.                                       |
| Победа    | 21-2   | Гилберт Бёрнс          | Единогласное решение   | UFC Fight Night: Cyborg vs. Lansberg                            | 24 сентября 2016 | 3     | 5:00  | Бразилиа, Бразилия       | Бой в промежуточном весе 71,7 кг; Празерис не сделал вес. |
| Победа    | 20-2   | Джей Си Коттрелл       | Единогласное решение   | UFC on Fox: Holm vs. Shevchenko                                 | 23 июля 2016     | 3     | 5:00  | Чикаго, США              |                                                           |
| Победа    | 19-2   | Вальмир Ласаро         | Раздельное решение     | The Ultimate Fighter Latin America 2 Finale: Magny vs. Gastelum | 21 ноября 2015   | 3     | 5:00  | Монтеррей, Мексика       |                                                           |
| Поражение | 18-2   | Кевин Ли               | Единогласное решение   | UFC Fight Night: Henderson vs. Thatch                           | 14 февраля 2015  | 3     | 5:00  | Брумфилд, США            |                                                           |
| Победа    | 18-1   | Майрбек Тайсумов       | Единогласное решение   | UFC Fight Night: Shogun vs. Henderson 2                         | 23 марта 2014    | 3     | 5:00  | Натал, Бразилия          |                                                           |
| Победа    | 17-1   | Джесси Ронсон          | Раздельное решение     | UFC 165                                                         | 21 сентября 2013 | 3     | 5:00  | Торонто, Канада          | Дебют в лёгком весе.                                      |
| Поражение | 16-1   | Паулу Тиагу            | Единогласное решение   | UFC on FX: Belfort vs. Rockhold                                 | 18 мая 2013      | 3     | 5:00  | Жарагуа-ду-Сул, Бразилия |                                                           |
| Победа    | 16-0   | Леандру Батата         | Единогласное решение   | Shooto Brazil 30                                                | 2 июня 2012      | 3     | 5:00  | Белем, Бразилия          |                                                           |
| Победа    | 15-0   | Сержиу Леал            | Сдача (удушение сзади) | Jungle Fight 37                                                 | 31 марта 2012    | 1     | 1:49  | Сан-Паулу, Бразилия      |                                                           |
| Победа    | 14-0   | Андре Луис Лобату      | Единогласное решение   | Iron Man Championship 6                                         | 10 июня 2010     | 3     | 5:00  | Белем, Бразилия          |                                                           |
| Победа    | 13-0   | Антониу Карлус Рибейру | Сдача (треугольник)    | Midway Fight                                                    | 26 июня 2008     | 1     | N/A   | Белем, Бразилия          |                                                           |
| Победа    | 12-0   | Фредерик Самураи       | Единогласное решение   | Mega Champion Fight 2                                           | 10 ноября 2007   | 3     | 5:00  | Манаус, Бразилия         |                                                           |
| Победа    | 11-0   | Валтер ди Менезис      | Единогласное решение   | Predador FC 5 — Kamae                                           | 21 апреля 2007   | 3     | 5:00  | Сан-Паулу, Бразилия      |                                                           |
| Победа    | 10-0   | Габриэл Сантус         | Единогласное решение   | Macapa Verdadeiro Vale Tudo                                     | 22 марта 2007    | 3     | 5:00  | Макапа, Бразилия         |                                                           |
| Победа    | 9-0    | Андерсон Банана        | Сдача (удушение сзади) | Predador FC 4 — Kamae                                           | 25 января 2007   | 1     | N/A   | Сан-Паулу, Бразилия      |                                                           |
| Победа    | 8-0    | Эдилсон Флоренсиу      | Единогласное решение   | Midway Fight                                                    | 5 октября 2006   | 3     | 5:00  | Белем, Бразилия          |                                                           |
| Победа    | 7-0    | Ари дус Сантус         | Единогласное решение   | Ilha Combat                                                     | 1 июля 2006      | 3     | 5:00  | Макапа, Бразилия         |                                                           |
| Победа    | 6-0    | Луис Нету              | Сдача (удары руками)   | Iron Man Vale Tudo 7                                            | 11 июня 2005     | 1     | 4:16  | Макапа, Бразилия         |                                                           |
| Победа    | 5-0    | Элиас Монтейру         | TKO (удары руками)     | Super Vale Tudo Ananindeua                                      | 14 апреля 2004   | 1     | 1:17  | Ананиндеуа, Бразилия     |                                                           |
| Победа    | 4-0    | Клебер Сантана         | Сдача (удушение)       | Super Vale Tudo Ananindeua                                      | 12 сентября 2003 | 2     | 2:22  | Ананиндеуа, Бразилия     |                                                           |
| Победа    | 3-0    | Рожериу Гама           | Сдача (удушение сзади) | Desafio de Gigantes                                             | 21 марта 2003    | 1     | 3:47  | Макапа, Бразилия         |                                                           |
| Победа    | 2-0    | Сержиу ди Оливейра     | Сдача (удушение сзади) | Desafio de Gigantes                                             | 21 марта 2003    | 1     | 2:13  | Макапа, Бразилия         |                                                           |
| Победа    | 1-0    | Сандро Лион            | Сдача (удушение сзади) | Open Fight Vale Tudo 2                                          | 9 октября 2000   | 1     | 3:58  | Белем, Бразилия          |                                                           |